# Oasis (estación)
La estación Oasis es la estación terminal del Teleférico de Santiago, un medio de transporte aéreo de carácter turístico, ubicado en el Cerro San Cristóbal del Parque Metropolitano, en la ciudad de Santiago, Chile.

## Ubicación
La estación está ubicada a unos metros del acceso Pedro de Valdivia Norte del Parque Metropolitano de Santiago, cercano al Parque Aventura y el monumento a Arturo Merino Benítez.

## Historia
Estación Oasis es una de las tres estaciones originales del Teleférico de Santiago inaugurado en 1980 y cerrado en 2009.
En 2016 el gobierno de Chile anunció la concesión del teleférico por 10 años a la empresa Turistik, además de la instalación de cafeterías y restaurantes en todas las estaciones, incluyendo Oasis. El 24 de noviembre de ese mismo año, la presidenta Michelle Bachelet reinauguró el teleférico, incluyendo la remodelación de la estación Oasis.
En la actualidad, la estación cuenta con boleterías, negocios y un ascensor para subir personas en silla de ruedas o niños en coche.